# Клецки рејон
Клецки рејон (блр. Клецкі раён; рус. Кле́цкий район) је административна јединица другог ранга на југозападу Минске области Републике Белорусије.
Административни центар рејона је град Клецк. Основан је 1966. године као посебна административна јединица. 

## Положај
Рејон се налази на југозападу Минске области и граничи се са Ганцевичким и Љаховичким рејонима Брестске области, те са Њасвишким, Капиљским и Салигорским рејонима Минске области. Обухвата површину од укупно 974 км² и налази се на 21. месту у области по величини територије.
Најважнији водоток је река Лањ.

## Демографија
Према подацима пописа становништва из 2009. на подручју Клецког рејона живело је 32.302 становника, од чега око 11.000 је било урбано становништво. Просечна густина насељености износила је 974,12 ст./км².

### Административна подела
У административном погледу Клецки рејон је подељен на 11 сеоских већа (или селсовјета - сельсоветов): Голниковски, Грицавички, Заостровјечски, Зубковски, Красназвјоздовски, Кухчицки, Марочски, Нагарновски, Сињавски, Тучански и Шчепичски. 

## Привреда
Привреда рејона почива на производњи и преради прехрамбених производа.
Обрадиво земљиште обухвата 61.839 ha, од чега је под ораницама 41.131 ha. 
Годишњи бруто принос житарица и зрна махунарки у рејону је око 90.000 тона, са просечним приносом од 40 т/ха; кромпира преко 20.000 тона (240 кг/ха), поврћа - око 2 хиљаде тона (220 кг/ха), шећерне репе - више од 150 тона (500 т/ха). Годишња производња сировог млека достиже до 75.000 тона, и представља основну сировину за највећу млекопрерађивачку компанију у области чије је седиште у Клецку.